# Tris(2,4-di-terc-butilfenil)fosfito
El de tris(2,4-di-terc-butilfenil)fosfito es un compuesto organofosforado con la fórmula [(C4H9)2C6H3O]3P. Este sólido blanco es un estabilizante ampliamente utilizado en polímeros donde funciona como antioxidante, así como otras funciones. El compuesto es un éster de fosfito derivado del 2,4-di-terc-butilfenol.

## Antioxidante de polímeros
Al tratarse de un organofosfito de baja volatilidad, es particularmente resistente a la hidrólisis. Protege los polímeros que son propensos a la oxidación, durante los pasos de procesamiento (peletización, fabricación y reciclaje), así como del cambio de peso molecular (por escisión de cadena o reticulación) y evita la decoloración. Como antioxidante secundario, el Irgafos 168 reacciona durante el procesamiento con hidroperóxidos formados por autooxidación de polímeros evitando la degradación inducida por el proceso y extendiendo el rendimiento de los antioxidantes primarios.
Cuando el producto reacciona con la radiación UV o por el procesamiento del polímero, se han identificado los productos de degradación 2,4-di-terc-butilfenol y tris(2,4-di-terc-butilfenil)fosfato.